# Беррі Маккей
Беррі Маккей (англ. Barry MacKay; 31 серпня 1935 — 15 червня 2012) — колишній американський тенісист.
1960 року був першим за рейтингом серед аматорів США.
Здобув 29 одиночних та 11 парних титулів.
Найвищим досягненням на турнірах Великого шолома був фінал у парному розряді.
Завершив кар'єру 1970 року.

## Фінали турнірів Великого шолома

### Парний розряд:1 поразка
| Результат | Рік  | Турнір        | Покриття | Партнер       | Суперники                  | Рахунок            |
| --------- | ---- | ------------- | -------- | ------------- | -------------------------- | ------------------ |
| Поразка   | 1958 | Чемпіонат США | Трава    | Сем Джаммалва | Алекс Олмедо Гем Річардсон | 6–3, 3–6, 4–6, 4–6 |